# Selección de fútbol de Camerún Meridional
La Selección de Fútbol de Camerún Meridional es el equipo representativo del estado de Camerún Meridional (Camerún), también conocida como Ambazonia.  No está reconocida oficialmente por la FIFA o CAF, pero desde el 11 de junio de 2005 estaba afiliada a la NF-Board.

## Resultados

### Copa UNPO
Camerún Meridional disputó su primer partido oficial en la Copa UNPO el 23 de junio de 2005 contra Chechenia, empataron a 2 en un encuentro de 30 minutos que finalmente ganó Chechenia en los penaltis.
| Año       | Posición    | PJ        | PG        | PE        | PP        | GF        | GC        |
| Copa UNPO | Copa UNPO   | Copa UNPO | Copa UNPO | Copa UNPO | Copa UNPO | Copa UNPO | Copa UNPO |
| --------- | ----------- | --------- | --------- | --------- | --------- | --------- | --------- |
| 2005      | Semifinales | 1         | 0         | 1         | 0         | 2         | 2         |
| 2017      | ?           | ?         | ?         | ?         | ?         | ?         | ?         |
| Total     | 2/2         | 1         | 0         | 1         | 0         | 2         | 2         |

### Copa Mundial VIVA
Días antes de disputarse la primera edición de la Copa Mundial VIVA, los jugadores de Camerún Meridional no obtuvieron el visado para entrar en Francia, por lo que no pudieron disputar sus encuentros que acabaron con el resultado de 0:3 al no presentarse.
| Año               | Posición          | PJ                | PG                | PE                | PP                | GF                | GC                |
| Copa Mundial VIVA | Copa Mundial VIVA | Copa Mundial VIVA | Copa Mundial VIVA | Copa Mundial VIVA | Copa Mundial VIVA | Copa Mundial VIVA | Copa Mundial VIVA |
| ----------------- | ----------------- | ----------------- | ----------------- | ----------------- | ----------------- | ----------------- | ----------------- |
| 2006              | 4º                | 4                 | 0                 | 0                 | 4                 | 0                 | 12                |
| 2008              | No participó      | No participó      | No participó      | No participó      | No participó      | No participó      | No participó      |
| 2009              | No participó      | No participó      | No participó      | No participó      | No participó      | No participó      | No participó      |
| 2010              | No participó      | No participó      | No participó      | No participó      | No participó      | No participó      | No participó      |
| 2012              | No participó      | No participó      | No participó      | No participó      | No participó      | No participó      | No participó      |
| Total             | Mejor campaña: 4º | 4                 | 0                 | 0                 | 4                 | 0                 | 12                |

1. ↑  Solo hubo cuatro competidores en esa edición.

## Uniformes
| 2005 Local | 2017 Local |

Fuentes: